# Bierné-les-Villages
Bierné-les-Villages ist eine französische Gemeinde mit 1.280 Einwohnern (Stand: 1. Januar 2022) im Département Mayenne in der Region Pays de la Loire. Sie gehört zum Arrondissement Château-Gontier und zum Kanton Château-Gontier-sur-Mayenne-1.
Sie entstand als Commune nouvelle mit Wirkung vom 1. Januar 2019 durch die Zusammenlegung der bisherigen Gemeinden Bierné, Argenton-Notre-Dame, Saint-Laurent-des-Mortiers und Saint-Michel-de-Feins, die in der neuen Gemeinde den Status einer Commune déléguée haben. Der Verwaltungssitz befindet sich im Ort Bierné.

## Gliederung
| Ortsteil                   | ehemaliger INSEE-Code | Fläche (km²) | Einwohnerzahl zum 1. Januar 2022 |
| -------------------------- | --------------------- | ------------ | -------------------------------- |
| Bierné (Verwaltungssitz)   | 53029                 | 24,15        | 694                              |
| Argenton-Notre-Dame        | 53006                 | 06,77        | 220                              |
| Saint-Laurent-des-Mortiers | 53231                 | 10,06        | 184                              |
| Saint-Michel-de-Feins      | 53241                 | 06,75        | 182                              |

## Geographie
Nachbargemeinden sind Gennes-Longuefuye mit Gennes-sur-Glaize im Nordwesten, Grez-en-Bouère im Norden, Bouère im Nordosten, Saint-Denis-d’Anjou im Osten, Miré im Südosten, Les Hauts-d’Anjou im Süden, Daon im Südwesten und Coudray und Châtelain im Westen.